# Lobrathium badium
Lobrathium badium – gatunek chrząszcza z rodziny kusakowatych i podrodziny żarlinków (Paederinae).
Gatunek ten opisany został w 1924 roku przez Malcolma Camerona jako Lathrobium (Lobrathium) badium. Volker Assing dokonał jego redeskrypcji w 2012 roku.
Ciało od 8,2 do 10,5 mm długie. Głowa jasnoruda do ciemnorudej, tak szeroka jak długa, o tylnych kątach szeroko zaokrąglonych. Przedplecze barwy głowy, około 1,15 razy tak długie jak szerokie, rzadziej niż głowa punktowane. Pokrywy ciemnobrązowe do czarniawych, niekiedy z rudą tylną krawędzią, długości przedplecza i wyraźnie od niego szersze, gęsto i grubo punktowane. W widoku bocznym zauważalna na pokrywach linia przykrawędziowa. Odwłok rudobrązowy z jaśniejszym wierzchołkiem lub rudy z wierzchołkiem przyciemnionym, delikatnie i gęsto punktowany, węższy od pokryw. 
Czarne szczeciny obecne po bokach wklęśnięcia na siódmym sternicie we wklęśnięciu na ósmym. Edeagus z dużym, mieczopodobnym wyrostkiem brzusznym.
Chrząszcz endemiczny dla Indii, znany wyłącznie z Uttarakhandu i Himachal Pradesh.